# 1610-talet

## Händelser
- Nederländska stormaktstiden får sin början
- 1613 - Dynastin Romanov kommer till makten i Ryssland.
- Freden i Knäred sluts.
- 1617 Freden i Stolbova sluts.

## Födda
- 1610 – Per Stöltenhielm, svensk militär och adelsman.
- 22 april 1610 – Alexander VIII, påve.
- 16 maj 1611 – Innocentius XI, påve.
- 13 mars 1615 – Innocentius XII, påve.

## Avlidna
- 1611 - Karl IX, Sveriges riksföreståndare 1599-1604 och Sveriges kung 1604-1611.